# Kóródszentmárton község
Kóródszentmárton község (románul: Comuna Coroisânmărtin) község Maros megyében, Romániában. Központja Kóródszentmárton, beosztott falvai Kóród, Küküllősolymos, Vámosudvarhely.

## Népessége
A 2011-es népszámlálás adatai alapján a község népessége 1447 fő volt.